# Saque de Antuérpia

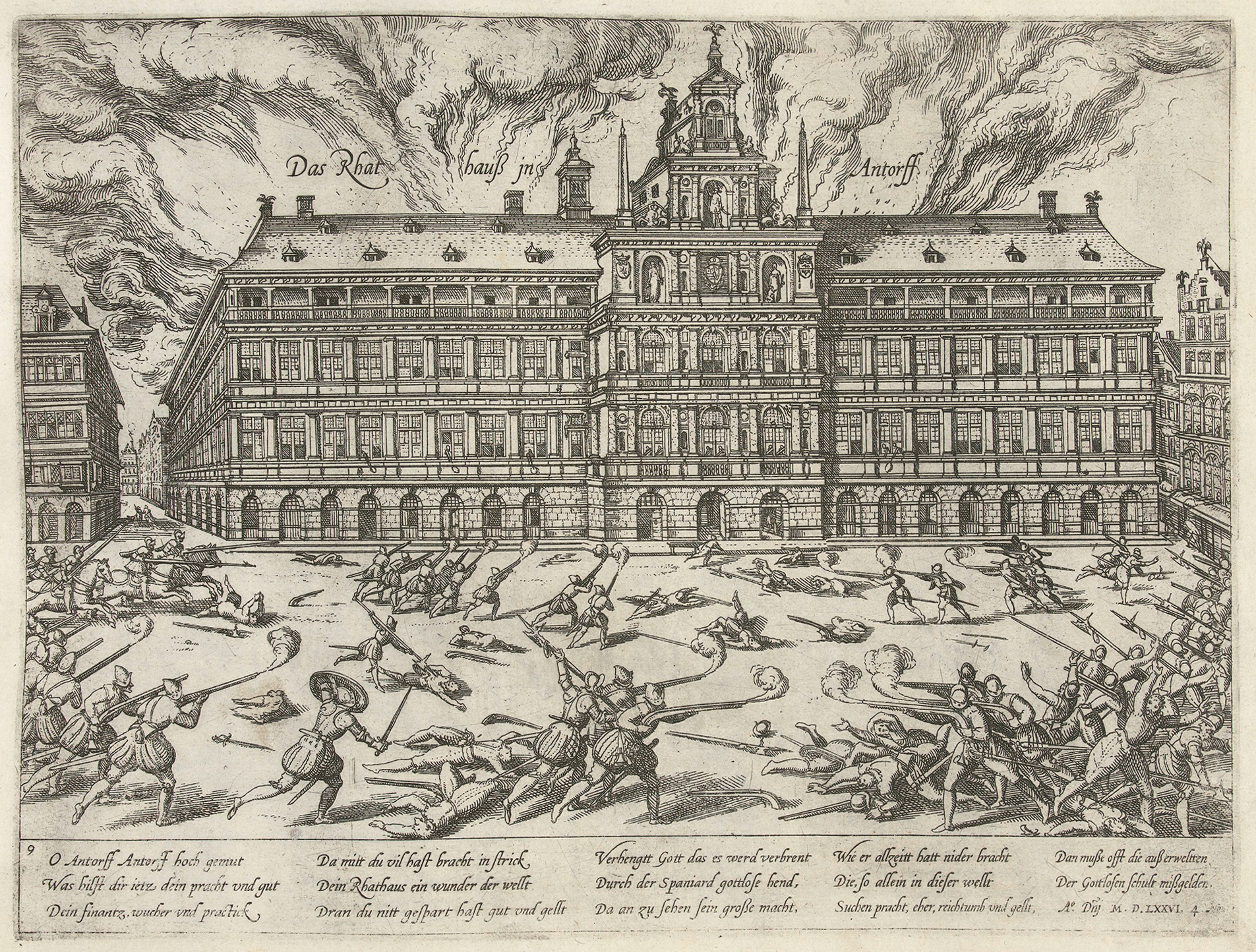
Tropas amotinadas do Exército de Flandres saquearam o Grote Markt durante o saque em 1576. Gravura de Franc Hogenburg.

Saque de Antuérpia, muitas vezes conhecido como a Fúria Espanhola na Antuérpia, foi um episódio da Guerra dos Oitenta Anos. É o maior massacre da história belga.

## História
Em 4 de novembro de 1576, os tercios espanhóis do Exército de Flandres começaram a atacar Antuérpia, levando a três dias de horror entre a população da cidade, que era o centro cultural, econômico e financeiro dos Países Baixos. A selvageria do saque levou as Dezessete Províncias dos Países Baixos a se unirem contra a coroa espanhola. A devastação também causou o declínio de Antuérpia como a principal cidade da região e abriu o caminho para a ascensão de Amsterdã.
Cerca de 7 000 vidas e uma grande quantidade de propriedades foram perdidas. A crueldade e a destruição dos três dias de pilhagem ficaram conhecidas como a Fúria Espanhola. Este evento também foi adicionado ao lenda negra espanhola.

## Bibliografía
- Tercios de Flandes, Juan Francisco Giménez Martín, 2005, ISBN 84-930446-0-1 (em castelhano)
- El ejército de Flandes y el Camino Español, 1567–1659, Geoffrey Parker, Alianza Editorial (Madrid, 2010), ISBN 978-84-206-2933-9 (em castelhano)
- Tercios de España. La infantería legendaria, Fernando Martínez Laínez y José María Sánchez de Toca. EDAF. 2006. ISBN 84-414-1847-0 (em castelhano)
- Pieter Génard: Les poursuites contre les fauteurs de la furie espagnole ou de sac d’Anvers de 1576. In: Annales de l’Académie d’archéologique de Belgique. Bd. 5, 1879, S. 25–170 (Digitalisat). (em francês)
- Jervis Wegg: The Decline of Antwerp under Philip of Spain. London 1924, S. 189–206. (em inglês)
- Etienne Rooms: Een nieuwe visie op de gebeurtenissen die geleid hebben tot de Spaanse furie te Antwerpen op 4 november 1576. In: Bijdragen tot de geschiedenis. Bd. 54, 1971, S. 31–54. (em alemão)
- Dirk Maczkiewitz: Der niederländische Aufstand gegen Spanien (1568–1609). Eine kommunikationswissenschaftliche Analyse. Waxmann, Münster 2007, ISBN 3830918828, S. 258, 264. (em alemão)
- Cornelia Jöchner: Politische Räume: Stadt und Land in der Frühneuzeit. Akademie, Berlin 2003, ISBN 3050037741, S. 27–29. (em alemão)